# Pluskwica

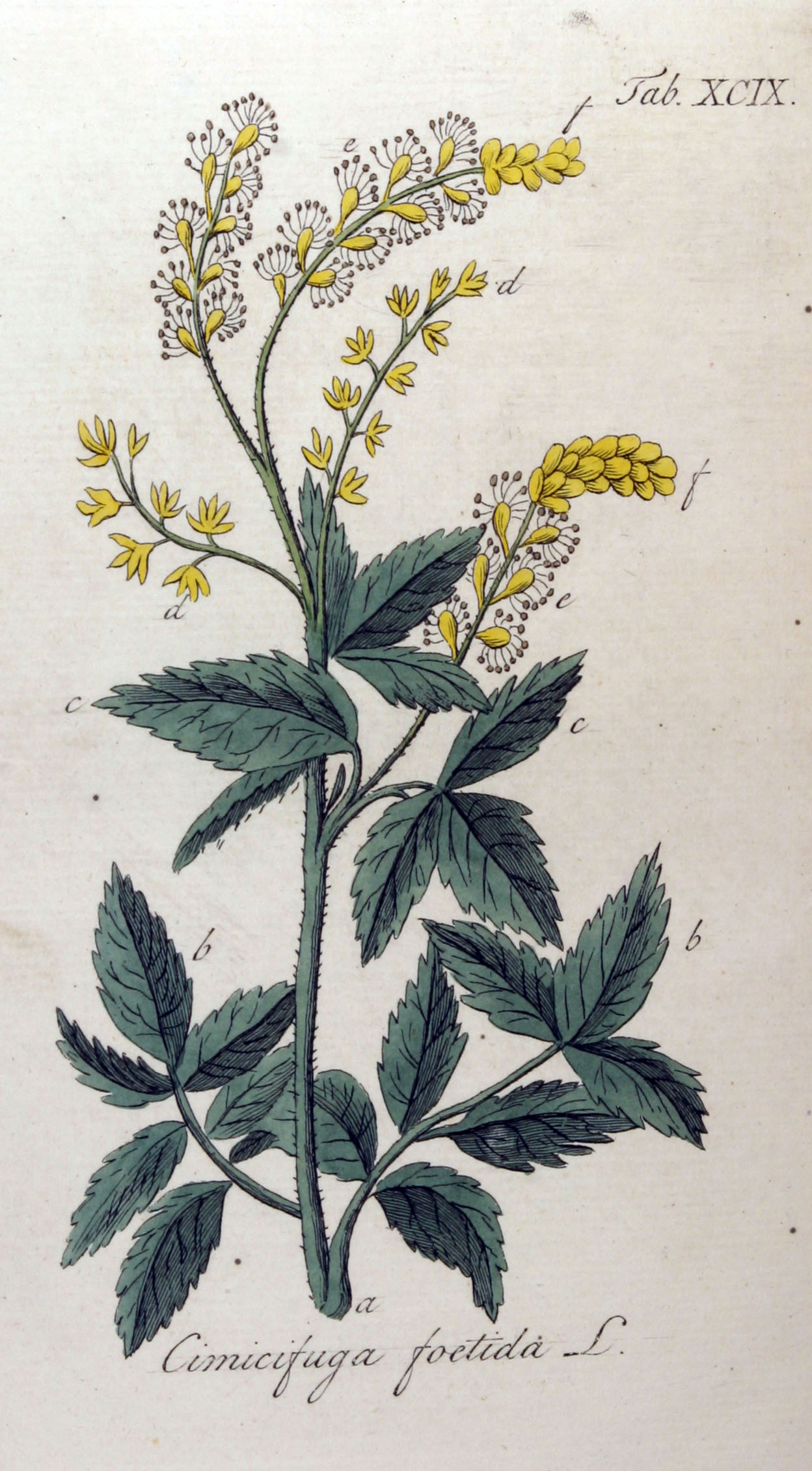
Morfologia Actaea foetida

Pluskwica (Cimicifuga Wernisch.) – rodzaj roślin wyróżniany do 1998 roku w obrębie rodziny jaskrowatych z gatunkiem typowym pluskwicą europejską (Cimicifuga foetida L., obecnie Actaea europaea (Schipcz.) J.Compton). W wyniku badań nad genomem jądrowym i plastydowym oraz nad cechami morfologicznymi rodzaj ten wraz z Souliea włączony został do rodzaju czerniec (Actaea). Należące tu gatunki włączone zostały do kilku spośród 7 sekcji rodzaju Actaea (Cimicifuga, Dichanthera, Oligocarpae, Pityrosperma, Podocarpae). W efekcie współczesne bazy danych taksonomicznych rodzaju Cimicifuga nie wyróżniają. Polskojęzyczne publikacje wciąż opisują ten takson, dlatego dla klasyfikowanych tu gatunków stosowane są nazwy polskie z nazwą rodzajową pluskwica. W tradycyjnym ujęciu rodzaj obejmował 23 gatunki, z czego 1 w Europie, 16 w Azji i 6 w Ameryce Północnej.

## Systematyka
Synonimy taksonomiczne
Thalictrodes O. Kuntze
Pozycja według APweb (aktualizowany system APG IV z 2016)
Rodzaj nie jest wyróżniany, należące tu gatunki włączane są do rodzaju Actaea z plemienia Actaeeae z podrodziny Ranunculoideae Arnott, rodziny jaskrowatych (Ranunculaceae) z rzędu jaskrowców (Ranunculales), należących do kladu dwuliściennych właściwych (eudicots). 
Pozycja w systemie Reveala (1993-1999)
Gromada: okrytonasienne (Magnoliophyta Cronquist), podgromada Magnoliophytina Frohne & U. Jensen ex Reveal, klasa Ranunculopsida Brongn., podklasa jaskrowe (Ranunculidae Takht. ex Reveal), nadrząd Ranunculanae Takht. ex Reveal), rząd jaskrowce (Ranunculales Dumort.), podrząd Ranunculineae Bessey in C.K. Adams, rodzina jaskrowate (Ranunculaceae Juss.), podrodzina  Cimicifugoideae Arn., plemię Cimicifugeae (Arn.) Torr. & A. Gray, podplemię Cimicifuginae Benth. & Hook.f., rodzaj pluskwica (Cimicifuga Wernisch.).
Gatunki występujące naturalnie i uprawiane w Polsce
- pluskwica groniasta, świecznica groniasta (Actaea racemosa L., syn. Cimicifuga racemosa (L.) Nutt.) – gatunek uprawiany
- pluskwica europejska, p. cuchnąca (Actaea europaea (Schipcz.) J.Compton, syn. Cimicifuga europaea Schipcz.)
- pluskwica prosta (Actaea simplex (DC.) Wormsk. ex Prantl, syn. Cimicifuga simplex Wormsk. ex DC.) – gatunek uprawiany